# カーティス・カウンス
カーティス・カウンス（Curtis Counce、1926年1月23日 - 1963年7月31日）は、アメリカのハード・バップおよびウエストコースト・ジャズのダブルベース奏者。

## 略歴
カウンスはミズーリ州カンザスシティで生まれ、1945年にカリフォルニアへと移住した。1946年にレスター・ヤングとレコーディングを開始し、1950年代にはロサンゼルスでショーティ・ロジャース、スタン・ケントン、シェリー・マン、ライル・マーフィー、テディ・チャールズ、クリフォード・ブラウンといったミュージシャンたちとレコーディングするようになった。
カウンスは1956年、テナー・サックス奏者のハロルド・ランド、トランペッターのジャック・シェルドン、ピアニストのカール・パーキンス、ドラマーのフランク・バトラーをフィーチャーしたクインテットを結成。エルモ・ホープが、1958年に29歳で亡くなったパーキンスの後任となった。一部の録音では、ジェラルド・ウィルソンがシェルドンの後任を務めた。コンテンポラリー・レコードからリリースされた4枚のオリジナル・アルバムは、2006年にガンビット・スペイン (Gambit Spain)によって2枚組のCDで再発された。
カウンスはカリフォルニア州ロサンゼルスにて心臓発作で亡くなった。彼は妻のミルドレッド・カウンス、娘のセレステ・カウンス、そして息子に見守られて息を引き取った。1961年4月10日生まれのカウンスの息子は、実の母親によって養子として引き取られた。カーティスは息子のことを知っていたが、生活環境上、カウンスは彼の人生の一部となることはできなかった。カーティスの息子は2022年1月23日に死亡した。

## ディスコグラフィ

### リーダー・アルバム
- 『ランドスライド』 - The Curtis Counce Group (1957年、Contemporary)
- 『ユー・ゲット・モア・バウンス!』 - You Get More Bounce with Curtis Counce! (1957年、Contemporary)
- 『エクスプローリング・ザ・フューチャー』 - Exploring the Future (1958年、Dootone)
- 『カールス・ブルース』 - Carl's Blues (1960年、Contemporary)
- Sonority (1989年、Contemporary)

### 参加アルバム
メイナード・ファーガソン
- 『ディメンションズ』 - Dimensions (1955年、EmArcy)
- 『ハリウッド・パーティー』 - Maynard Ferguson's Hollywood Party (1954年、EmArcy)
- Stratospheric (1976年、Mercury)

ハーブ・ゲラー
- 『プレイズ』 - Herb Geller Plays (1954年、EmArcy)
- 『ジャズ・スタジオ・2』 - Jazz Studio 2 from Hollywood (1954年、Decca)
- Jazz Studio 2 from Hollywood Part II (1954年、Brunswick)

ショーティ・ロジャース
- Cool and Crazy (1953年、RCA Victor)
- 『コーツ・ザ・カウント』 - Shorty Rogers Courts the Count (1954年、RCA Victor)
- 『スウィンギング・ミスター・ロジャース』 - The Swinging Mr. Rogers (1955年、Atlantic)
- 『コラボレイション』 - Collaboration (1955年、RCA Victor) ※with アンドレ・プレヴィン
- 『ショーティ・ロジャース・アンド・ヒズ・ジャイアンツ』 - Shorty Rogers and His Giants (1956年、RCA Victor)
- 『ビッグ・ショーティ・エクスプレス』 - The Big Shorty Rogers Express (1956年、RCA Victor)
- 『ウェイ・アップ・ゼア』 - Way Up There (1957年、Atlantic)
- Martians Stay Home (1980年、Atlantic)

その他
- チェット・ベイカー & アート・ペッパー : 『プレイボーイズ』 - Playboys (1957年、World Pacific)
- クリフォード・ブラウン : 『キャラヴァン』 - Clifford Brown All Stars (1956年、EmArcy)
- テディ・チャールズ : 『コラボレーション・ウエスト』 - Collaboration West (1956年、Prestige)
- テディ・チャールズ : 『エヴォルーション』 - Evolution (1957年、Prestige)
- バディ・コレット & チコ・ハミルトン : 『タンガニーカ』 - Tanganyika (1956年、Dig)
- マクスウェル・デイヴィス : Compositions of Duke Ellington and Others (1960年、Crown)
- バディ・デフランコ : Generalissimo (1958年、Verve)
- ハービー・フィールズ : Blow Hot Blow Cool (1955年、Decca)
- ジミー・ジュフリー : 『ジミー・ジュフリー』 - Jimmy Giuffre (1954年、Capitol)
- ビル・ホルマン : Bill Holman (1954年、Capitol)
- イリノイ・ジャケー : 『イリノイ・ジャケー・アンド・ヒズ・オーケストラ』 - Illinois Jacquet and His Orchestra (1957年、Clef)
- ピート・ジョリー : I Get a Kick Out of You (1955年、RCA)
- ピート・ジョリー : 『ジョリー・ジャンプス・イン』 - Jolly Jumps In (1955年、RCA Victor)
- スタン・ケントン : Cuban Fire! (1956年、Capitol)
- シェリー・マン : 『ザ・ウェスト・コースト・サウンド』 - The West Coast Sound (1956年、Contemporary)
- ライル・マーフィー : 12-Tone Compositions & Arrangements (1955年、Contemporary)
- ライル・マーフィー : New Orbits in Sound (1958年、GNP)
- ジョニー・オーティス : The Capitol Years (1989年、Bug) ※コンピレーション。参加シングル「Willie and the Hand Jive」収録 (1958年、Capitol)[6]
- マックス・ローチ、ハーブ・ゲラー、ウォルター・ベントン、ジョー・マイニ、クリフォード・ブラウン : 『ベスト・コースト・ジャズ』 - Best Coast Jazz (1956年、Mercury/EmArcy) ※日本盤はクリフォード・ブラウン・オールスターズ名義
- フランク・ロソリーノ : The Trombone Of Frank Rosolino (1954年、Capitol) ※EP
- フランク・ロソリーノ : 『フランク・ロソリーノ』 - Frank Rosolino (1956年、Capitol)
- ジョン・ウィリアムズ : Plays the Music of Harold Arlen (1984年、Discovery)
- クロード・ウィリアムソン : Salute to Bud (1954年、Capitol)
- レスター・ヤング : Swinging Lester Young (1957年、Score)